# Florence Ballard
Florence Glenda Ballard Chapman, apodada como Flo o Blondie (Detroit, Míchigan, Estados Unidos, 30 de junio de 1943 - 22 de febrero de 1976) fue una cantante estadounidense, conocida por ser la fundadora y durante un corto período de tiempo la vocalista principal de la banda femenina de la Motown, The Supremes, de la que formó parte hasta 1967, cuando fue sustituida por Cindy Birdsong.

## Muerte
El 21 de febrero de 1976, Ballard ingresó al Mt. Carmel Mercy Hospital, quejándose de entumecimiento en sus extremidades. Murió a las 10:05 de la mañana siguiente de un paro cardíaco causado por una trombosis coronaria (un coágulo obstruyendo una de las arterias coronarias), a la edad de 32 años. Fue enterrada en el Detroit Park Cemetery de Warren, Míchigan.

## Discografía
Álbumes
- 2002: The Supreme Florence Ballard (originalmente grabado en ABC Records en 1968 con el título "...You Don't Have To").

Sencillos
- 1968: "It Doesn't Matter How I Say It (It's What I Say That Matters)"/"Goin' Out Of My Head"
- 1968: "Love Ain't Love"/"Forever Faithful"